# Amadé
Amadé è un romanzo di Laura Mancinelli pubblicato per la prima volta nel 1990.
Vi si racconta un'avventura sentimentale di Mozart adolescente a Torino durante il suo primo viaggio-tournée in Italia; il musicista austriaco si recò davvero nella capitale piemontese nel gennaio 1771, poco prima del suo quindicesimo compleanno.

## Trama
Mentre passeggia in un nevoso mese di gennaio per le strade di Torino, dov'è giunto insieme al padre Leopold nel corso di un viaggio di istruzione sulla musica italiana, Mozart viene invitato a giocare a mosca cieca da un gruppo di coetanei. Tra di loro c'è una ragazzetta, Rosina, che lo colpisce per la sua bellezza. Dopo il gioco la accompagna a casa e riceve dalla madre della giovane una manciata di fichi secchi per averle aiutate a spingere il carretto da ambulante.
Wolfgang torna a cercare Rosina al banchetto in piazza del Duomo, e le rivela di essere un musicista, anche se lei lo ritiene troppo giovane; viene poi a sapere che il padre progetta di ripartire da Torino per continuare il tour, e disperato decide di procurarsi un mazzo di rose da regalare alla sua Rosa per dirle addio. Ma non è impresa semplice in gennaio, neppure il padre può soddisfarlo. Wolfgang si esibisce al violino per Giulia marchesa di Barolo, l'unica che possieda un giardino di rose in questa stagione.
Ottenuti i fiori, e superata la gelosia per il fatto che Rosina sia stata scelta per sfilare vestita da angelo al carro del carnevale di rione, Wolfgang torna in piazza a dirle addio prima della partenza.

## Curiosità
La scrittrice per sviluppare la trama del romanzo inserisce un elemento di finzione narrativa quando immagina un incontro tra il compositore e musicista con la marchesa di Barolo; è un dato di fatto che questo incontro sia storicamente impossibile in quanto Juliette Colbert coniugata Falletti di Barolo nacque e visse posteriormente ai viaggi-turnè di Mozart in Italia.